# الرئيس (مسلسل كوري)
الرئيس (بالكورية: 프레지던트) مسلسل كوري رومانسي عن الحب أنتجه الممثلون المتزوجون تشوي سوُ جونغ و ها هي را. عرض المسلسل لأول مرة علي قناة كي بي إس 2 من 15 ديسمبر 2011 الي 24 فبراير 2011.

## القصة
تحكي المسلسل عن انتخابات كوريا الجنوبية و كيف استطاع جانغ إل-جون ان يفوز بمنصب رئيس الجمهورية رغم الصعوبات الذي واجهها مع عائلته و مع المتسابقين الآخرين.

## روابط خارجية
- الرئيس على موقع IMDb (الإنجليزية)
- الرئيس على موقع قاعدة بيانات الفيلم (الإنجليزية)